# Феодорит (Тихонов)
Епи́скоп Феодори́т (в миру Михаи́л Анато́льевич Ти́хонов; 21 ноября 1980, пос. Октябрьский, Скопинский район, Рязанская область) — архиерей Русской православной церкви, епископ Венёвский, викарий Тульской епархии.

## Биография
Родился 21 ноября 1980 года в посёлке Октябрьский Скопинского района Рязанской области (ныне в черте города Скопин).
С 11-ти лет стал прислуживать в алтаре, а также петь и читать на клиросе. В 1998 году по окончании школы поступил в Рязанское православное духовное училище, которое окончил в 2002 году.
В 2002—2005 годах обучался в Московской духовной семинарии, по окончании которой поступил в Московскую духовную академию.
В ноябре 2006 года направлен на обучение во Францию. Обучался в магистратуре Практической школы высших исследований (École Pratique des Hautes Études) в Париже. В 2009 году, получив степень магистра, вернулся в Московскую духовную академию, где обучение экстерном совмещал с преподавательской деятельностью. Преподавал латинский и французский языки с 2009 по 2016 годы.
16 марта 2010 года в Троицком соборе Троице-Сергиевой лавры ректором Московской духовной академии архиепископом Верейским Евгением (Решетниковым) пострижен в монашество с именем Феодорит в честь священномученика Феодорита, пресвитера Антиохийского. 1 апреля 2010 года в Покровском академическом храме тем же архиереем рукоположен в сан иеродиакона.
4 июня 2010 года в МДА защитил диссертацию «Источники и методы экзегезы свт. Амвросия Медиоланского на примере его „Толкования Истории патриарха Авраама“» (научный руководитель С. А. Степанцов) на соискание ступени кандидата богословия.
15 февраля 2012 года в Покровском академическом храме тем же архиереем рукоположен в сан иеромонаха.
В 2012—2016 годах обучался на факультете религиоведения в Московском православном институте св. Иоанна Богослова.
В апреле 2016 году подал прошение о направлении в Скопинскую епархию. В том же месяце был назначен настоятелем храма Успения Божией Матери города Ряжска Рязанской области. В августе того же года был назначен настоятелем Свято-Духовского архиерейского подворья города Скопина и главой монашеского братства при подворье. В марте 2017 года, после преобразования Скопинского Свято-Духовского подворья в Свято-Духов мужской монастырь, был назначен его настоятелем монастыря с оставлением прежних послушаний.

### Архиерейство
29 июля 2017 года Священным синодом Русской православной церкви был избран для рукоположения в сан епископа Скопинского и Шацкого. 8 августа митрополитом Санкт-Петербургским Варсонофием в храме Всех Святых, в земле Русской просиявших, патриаршей и синодальной резиденции в Даниловом монастыре в Москве был возведён в достоинство архимандрита. 18 августа наречён во епископа в храме Похвалы Пресвятой Богородицы Константино-Еленинского женского монастыря Санкт-Петербургской епархии. 19 августа на Соборной площади города Выборга состоялась его епископская хиротония, которую совершили патриарх Московский и всея Руси Кирилл, архиепископ Карельский и всей Финляндии Лев (Макконен) (Финляндская православная церковь), митрополит Санкт-Петербургский и Ладожский Варсонофий (Судаков), митрополит Новгородский и Старорусский Лев (Церпицкий), митрополит Рязанский и Михайловский Марк (Головков), митрополит Вологодский и Кирилловский Игнатий (Депутатов), архиепископ Петергофский Амвросий (Ермаков), архиепископ Солнечногорский Сергий (Чашин), епископ Йоэнсууский Арсений (Хейккинен) (Финляндская православная церковь), епископ Выборгский и Приозерский Игнатий (Пунин), епископ Царскосельский Маркелл (Ветров), епископ Кронштадтский Назарий (Лавриненко), епископ Касимовский и Сасовский Дионисий (Порубай), епископ Тихвинский и Лодейнопольский Мстислав (Дячина), епископ Гатчинский и Лужский Митрофан (Осяк), епископ Богородский Матфей (Андреев).
С 9 июля 2019 года — ректор Рязанской духовной семинарии. 29 октября 2019 года утверждён в должности священноархимандрита Свято-Духова мужского монастыря города Скопина Рязанской области.
25 августа 2020 года назначен ректором Московской духовной академии и включён в состав Синодальной библейско-богословской комиссии, с освобождением от управления Скопинской епархией и от должности ректора Рязанской духовной семинарии. Определено быть епископом Звенигородским, викарием патриарха Московского и всея Руси.
20 ноября 2020 года включён в состав Межсоборного присутствия Русской православной церкви. Член комиссии Межсоборного присутствия по богослужению и церковному искусству. 8 декабря 2020 года становится членом комиссии Межсоборного присутствия по богословию и богословскому образованию.
13 апреля 2021 года решением Священного Синода включен в состав Синодальной комиссии по канонизации святых по должности.
25 августа 2022 года решением Священного Синода назначен епископом Венёвским, викарием Тульской епархии с освобождением от обязанностей ректора Московской духовной академии с благодарностью за понесенные труды.
24 августа 2023 года решением Священного Синода РПЦ выведен из состава Синодальной библейско-богословской комиссии.

## Публикации
- Священномученик Игнатий, епископ Скопинский, как пастырь и духовный руководитель в период своего служения на Белёвской кафедре // Духовные пастыри малой родины : материалы межрегиональной научно-практической конференции 22 ноября 2016 г. / ред. Ю. В. Орлова. — Рязань : Рязанский государственный ун-т им. С. А. Есенина, 2017. — 76 с. — С. 16-20
- Мессианские пророчества в Евангелии от Матфея на примере первых двух глав // Рязанский богословский вестник. 2021. — № 2. — С. 34-38.
- Проблема самобытности Амвросиаста на материале его толкования на послание ап. Павла к Римлянам // Богословский вестник. 2021. — № 3 (42). — С. 69-89 (соавтор: Лысевич А., свящ.)
- Амвросиаст: история появления имени // Богословский вестник. 2021. — № 4 (43). — С. 109—118. (соавтор: Лысевич А., свящ.)
- Святитель Филарет Московский как канонист // Праксис. 2021. — № 2 (7). — С. 13-23.
- Евангельский образ Пастыря Доброго в творениях святых отцов и христианских писателей III–V вв. // Вестник Екатеринбургской духовной семинарии. — 2021. — № 36. — С. 13–30.
- Амвросиаст: история поиска «настоящего» имени // Богословский вестник. 2022. — № 1 (44). — С. 88-109 (соавтор: Лысевич А., свящ.)